# 大仙美郷クリーンセンター
大曲仙北広域中央ごみ処理センター（おおまがりせんぼくこういきちゅうおうごみしょりセンター）は、秋田県大仙市花館にある清掃工場。

## 概要
2008年完成。年間焼却実績は、32，245トン(処理能力1日154トン)。大仙市と美郷町及び県外のゴミを焼却している。2012年から、岩手県からの災害廃棄物（震災がれき）を処理、空間線量の定時上昇下降が観測されている。

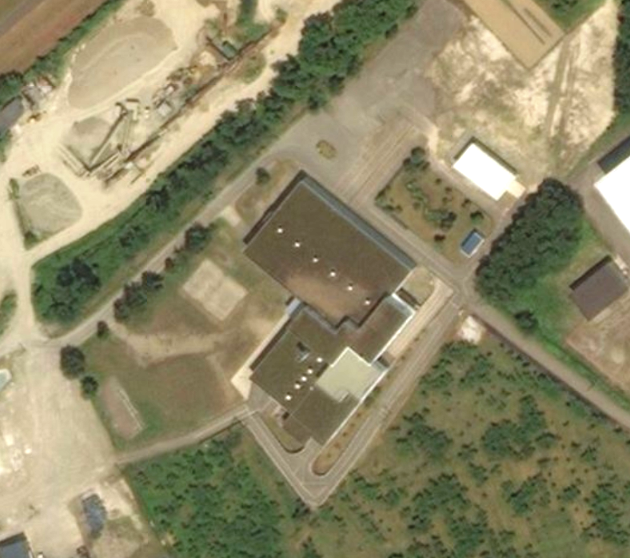
し尿処理場
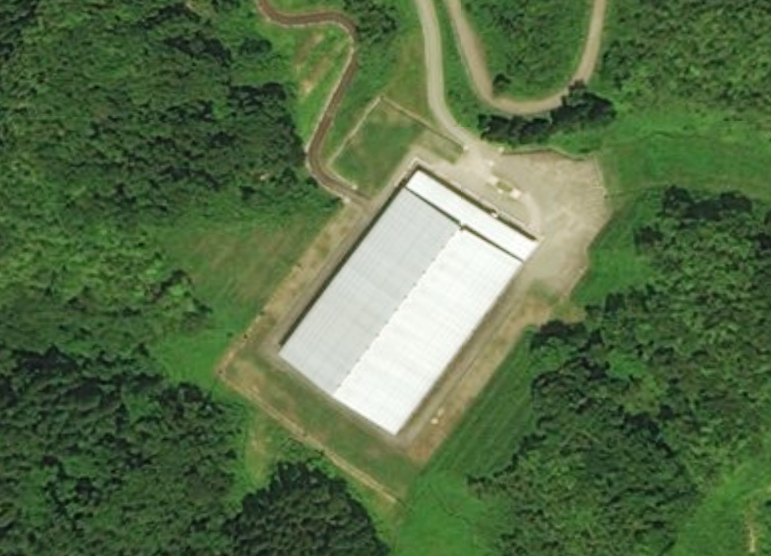
南外最終処分場